# Luoxiang
Luoxiang (kinesiska: 洛香, 洛香镇) är en köping i Kina. Den ligger i provinsen Guizhou, i den sydvästra delen av landet, omkring 260 kilometer öster om provinshuvudstaden Guiyang. Antalet invånare är 18161. Befolkningen består av 8 377 kvinnor och 9 784 män. Barn under 15 år utgör 21,0 %, vuxna 15-64 år 68 %, och äldre över 65 år 10,0 %.